# Răbăgani
Răbăgani is een Roemeense gemeente in het district Bihor.
Răbăgani telt 2117 inwoners.